# Eva Moore
Eva Moore, angleška filmska in gledališka igralka, * 9. februar 1870, Brighton, Anglija, † 27. april 1955, Maidenhead, Anglija.

## Zgodnje življenje in kariera
Moorova se je rodila v Brightonu, kjer je tudi obiskovala šolo. Leta 1891 se je poročila z igralcem Henryjem V. Esmondom. Imela sta dva otroka, Jacka in Jill (Jill Esmond je kasneje postala slavna kot prva žena Laurenca Olivierja). Eva je bila hčerka Edmunda Henryja Moora in soproge Emily, rojene Strachan. Njena sestra je bila prav tako igralka, Decima Moore.
Moorova se je na odru prvič pojavila 15. decembra 1887, na odru gledališča Vaudeville je odigrala vlogo Varney v igri Proposals. Zatem se je pridružila podjetju Johna Lawrenca Toola in 26. decembra 1887 je kot duh doma v drami Dot nastopila še na odru gledališča Toole's Theatre. Leta 1892 je nastopila v operi The Mountebanks avtorjev W.S. Gilberta in Alfreda Cellierja.  Leta 1894 je skupaj z Lottie Venne in Charlesom Hawtreyjem nastopila v igri F.C. Burnanda A Gay Widow. Njene ostale gledališke vloge so bile: Mabel Vaughn v The Wilderness (1901), lady Ernestone v Esmondovi igri My Lady Cirtue (1903), Wilhelmina Marr v njegovi igri Billy's Little Love Affair (1903), Kathie v Old Heidelberg (1902 in 1909). V igri Old Heidelberg je poleg nje nastopil še George Alexander. Moorova je leta 1907 sprejela naslovno vlogo v Sweet Kitty Bellaire, igrala je še vlogo gospe Errol v Little Lord Fauntleroy in vlogo gospe Cowley v The Explorer (oboje 1908) in vlogo častite gospe Rivers v The House Opposite (1909).

## Kasnejša leta in filmska kariera
Moorova je kasneje sodelovala pri moževem projektu Eliza Comes to Stay, ki je 12. februarja 1913 premiero doživel v gledališču Criterion Theatre, 6. julija 1914 pa so igro preselili v gledališče Vaudeville Theatre. Oktobra 1920 sta Moorova in Esmond gostovala na turneji po Kanadi, na kateri se jima je pridružil kasnejši filmski igralec Nigel Bruce. Bruce je načeloma deloval kot odrski direktor njune turneje, a se je pojavil tudi na odru, med drugim je odigral vlogo Montagueja Jordana v Esmondovem delu Eliza Comes to Stay. Slednjo so 14. junija 1923 znova začeli prikazovati na deskah londonskega gledališča Duke of York's Theatre.
Moorova je bila aktivna v gibanju sufražetk (kot tudi njena sestra Decima) in se je udeleževala njihovih srečanj. Nastopala je tudi v raznih sufražističnih igrah in filmih.
Moorova se je med letoma 1920 in 1946 udejanjala tudi v različnih filmskih projektih. Skupaj se je pojavil v skoraj 30 filmih, začenši s The Law Divine (1920). Nekateri njeni najuspešnejši nemi filmi so bili The Crimson Circle (1922), The Great Well (1924) in Motherland (1927). Med njene najuspešnejše zvočne filme sodijo Almost a Divorce (1931), The Old Dark House (1932), Leave It to Smith (1933), I Was a Spy (1933), Jew Süss (1934), A Cup of Kindness (1934), Vintage Wine (1935), The Divorce of Lady X (1938, v tem filmu je zaigral tudi njen svak Laurence Olivier), A Son Is Born (1946) in Of Human Bondage (1946).
Moorova je proti koncu svoje življenja pod naslovom Exits and Entrances objavila spomine na svojo kariero in življenje. Umrla je leta 1955 v Maidenheadu, Anglija.